# Teoclimeno (figlio di Proteo)
Teoclimeno (in greco antico: Θεοκλύμενος?, Theoklǜmenos) è un personaggio della mitologia greca. Nell'Elena di Euripide succede al padre sul trono d'Egitto.
Non va confuso con l'indovino Teoclimeno, che appare nell'Odissea.

## Genealogia
Figlio di Proteo e Psamate, non risulta essere stato padre o sposato.

## Mitologia
Nell'opera di Euripide Teoclimeno fu il successore del padre sul trono d'Egitto e divenuto re, incominciò ad insidiare Elena, che si trovava nascosta nel regno per sfuggire alla guerra di Troia.
La donna però non si concesse e con l'aiuto di Teonoe riuscì a fuggire dall'Egitto insieme al marito Menelao.
Scoperto l'intrigo, Teoclimeno pianificò di uccidere la propria sorella (Teonoe), ma l'intervento dei Dioscuri placò la sua ira.